# Батская булочка
Батские булочки (англ. Bath bun) — булочки из сдобного сладкого дрожжевого теста, круглой формы, с запеченным комочком сахара внутри, также посыпанные сахаром сверху. Иногда в них добавляют также цукаты, коринку, изюм и виноград.
Батские булочки — это, возможно, наследницы «Батского торта» XVIII века. Впервые они упоминаются в 1763 году и до сих пор производятся в английском городе Бате. Единственная пекарня, где они в настоящее время изготовляются, — это Батская пекарня с магазинами на Челсироуд, Вестенхайстрит, в Фокс Хилле и в Брадфорд-он-Эйвон. В оригинальном рецепте XVIII века использовалась бриошь или сдобное тесто с маслом и яйцами, посыпавшиеся тминовыми семенами или сахаром. Батские булочки в их настоящем виде были изобретены Вильямом Оливером, доктором, лечившим приезжавших на термальные воды в Бат. Позднее он изобрел батское печенье «Оливер», когда оказалось, что булочки слишком жирны для пациентов с ревматизмом.
Не следует путать батские булочки с булочками «Сэлли Ланн», также изобретенными в Бате.